# Bataillon de renseignement de réservistes spécialistes
Le bataillon de renseignement de réservistes spécialistes (B2RS) est une unité de l'Armée de terre française qui a la particularité d'être constituée exclusivement de réservistes.

## Historique
La première compagnie du bataillon de renseignement de réservistes spécialistes est créée à Strasbourg le 3 juin 2024. Comme son nom l'indique, et à l'instar du 24e régiment d'infanterie, il s'agit d'une unité composée de réservistes opérationnels. Cette compagnie est installée au quartier Stirn à Strasbourg aux côtés notamment du Commandement des actions dans la profondeur et du renseignement, les réservistes qui la composent sont essentiellement des étudiants .
Deux autres compagnies sont créées à Paris et à Toulouse en juillet 2025.

## Missions et organisation
Depuis juillet 2025, le B2RS compte trois compagnies :
- la compagnie Rhin à Strasbourg,
- la compagnie Seine à Paris,
- la compagnie Garonne à Toulouse.

La mission du bataillon est la collecte et l'analyse de données en sources ouvertes. Il constitue un pôle d'expertise du renseignement en sources ouvertes (ou OSINT pour "open source intelligence").